# Sten Axtrup
Sten Karl Axel Axtrup, född den 29 oktober 1907 i Karlskrona, död den 8 maj 2000 i Ljungby, var en svensk läkare.
Axtrup avlade medicine licentiatexamen 1936. Han upprätthöll olika underläkareförordnanden 1935–1941. Han var amanuens och underläkare vid pediatriska kliniken på Lunds lasarett 1938–1939 och 1941–1946, biträdande lasarettsläkare där 1947–1948, Axtrup promoverades till medicine doktor 1946 och blev docent i pediatrik vid Lunds universitet 1946. Han var tillförordnad överläkare vid Flensburgska barnsjukhuset 1948, lasarettsläkare och överläkare vid barnkliniken på Kristianstads lasarett 1949–1972 (tillförordnad 1948) och konsultläkare i Ljungby 1973–1987. Axtrup var fältläkare i reserven 1940–1946 och därefter bataljonsläkare. Bland hans skrifter märks The Blood Copper in Anaemias of Children with Special Reference to Premature Cases (doktorsavhandling, 1946). Axtrup blev riddare av Nordstjärneorden 1961. Han vilar på Bolmsö kyrkogård.